# Eugène Quanjel
Eugène (Jacques Willem) Quanjel (Heerlen, 18 december 1897 – aldaar, 12 maart 1998) was een Nederlands kunstschilder, glaskunstenaar, beeldhouwer en ontwerper.
Quanjel was gedurende z'n leven werkzaam als bouwkundige bij Staatsmijn Maurits, maar was daarnaast een veelzijdig kunstenaar. De schilderstijl van Quanjel kan het beste worden omschreven als impressonistisch. Hij hield zich daarbij voornamelijk bezig met landschappen, stadsgezichten en bloemen.
Veel monumenten in de provincie Limburg, waaronder een beeldengroep uit 1957 van een mijnwerker, een havenarbeider en een landbouwer in de haven van Stein en het beeld de Oranjeboom in Geleen zijn door hem ontworpen. Ook het ontwerp van het openluchttheater in het Steinerbos is van de hand van Quanjel. Veel door Quanjel ontworpen glas-in-loodramen zijn terug te vinden in kerkgebouwen.
Omdat het in 2008 tien jaar geleden was dat Quanjel overleed is dat jaar een boek uitgebracht met een overzicht van het werk van de kunstenaar. Daarnaast zijn twee overzichtstentoonstellingen georganiseerd, in zowel het gemeentehuis van Heerlen als in de loonhal van de vroegere Staatsmijn Maurits.

## Werken (selectie)
- Sint-Hubertuskerk (1937) in Genhout
- Mijnmonument (1937) in Geleen
- Ontwerp van de Sint-Barbarakapel (1952) in Urmond
- Ramen in de Christus Koningkerk (1953) in Geleen
- Terracotta tableaus (1954) bij de Lourdesgrot in Mariarade
- De mijnwerker, een havenarbeider en een landbouwer (1957) in de haven van Stein
- Ontwerp van de Mariakapel (1957) in Nagelbeek
- Vier raampartijen in de Heilig Hart van Jezuskerk (1962) in Mariarade, Hoensbroek
- Sint-Barbarabeeld (1965) in Maasniel
- Glasmozaïeken in de Onze-Lieve-Vrouw van de Rozenkranskerk (1967) in Treebeek
- De Oranjeboom in Geleen
- Het openluchttheater in het Steinerbos

- Biografisch Portaal: 18269227
- International Standard Name Identifier: 0000 0003 9382 4537
- Nederlandse Thesaurus van Auteursnamen: 315772271
- RKD-Nederlands Instituut voor Kunstgeschiedenis: 65206
- Virtual International Authority File: 288180404
- WorldCat: E39PBJhhvVBbKGcChyCg4vRR8C